# Satoru Yamagishi
Satoru Yamagishi (født 3. maj 1983) er en japansk fodboldspiller.

## Japans fodboldlandshold
| Japans landshold | Japans landshold | Japans landshold |
| År               | Kmp              | Mål              |
| ---------------- | ---------------- | ---------------- |
| 2006             | 3                | 0                |
| 2007             | 5                | 0                |
| 2008             | 3                | 0                |
| Total            | 11               | 0                |